# فرایند والد
در رایانش، فرایند والد به فرایندی گفته می‌شود که یک یا چند فرایند فرزند ایجاد کرده‌است.
در سیستم‌عامل‌های شبه یونیکس، همه فرایندها، غیر از فرایندی که شناسه آن 0 است، با استفاده از فراخوان سیستمی fork()‎ به وجود می‌آیند. فرایندی که fork()‎ را اجرا کرده، فرایند والد و فرایند جدیدی که بر اثر اجرای fork()‎ به وجود آمده، فرایند فرزند نامیده می‌شود. هر فرایندی می‌تواند تعدادی فرایند فرزند داشته باشد اما تنها و تنها یک والد دارد.
هسته سیستم‌عامل فرایندها را با استفاده از شناسه فرایند تشخیص می‌دهد. شناسه فرایند یک عدد صحیح و منحصربه‌فرد است. شناسه 0 برای خود هسته یا یک فرایند ویژه دیگر (نظیر مبادله‌گر) رزرو شده‌است. شناسه 1 هم برای فرایند اینیت رزرو شده‌است. اینیت به نوعی والد تمام فرایندهای دیگر است و تمام فرایندها از اینیت منشعب می‌شوند.